# Barbara Bain
Barbara Bain (Chicago, Illinois, 1931. szeptember 13. –) háromszoros Primetime Emmy-díjas amerikai film- és televíziós színésznő. 
Legismertebb alakítása Cinnamon Carter az 1960-as évek Mission: Impossible televíziós sorozatában. Helena Russell doktornőt játszotta az 1970-es években bemutatott Alfa holdbázis tévésorozatban.

## Fiatalkora és színházi pályafutása
Mildred Fogel néven született Chicagóban, orosz zsidó bevándorlók gyermekeként.
Az Illinoisi Egyetemen szociológia szakot végzett. Mivel a tánc kezdte el érdekelni, New York Citybe költözött, ahol többek közt Martha Grahammel együtt tanulta a táncot. Nem volt elégedett az előrehaladásával, ezért inkább a modellszakmával próbálkozott. Dolgozott többek közt a Vogue-nak és a Harper's magazinnak.
Még mindig úgy érezte, hogy nem találta meg a pályáját, a manhattani Theatre Studio színiiskolában kezdett el tanulni, először és színjátszást kezdett tanulni, előbb Curt Conwaytől, majd Lonny Chapmantől. Később az Actors Studio nevű iskolában Lee Strasbergtől tanult.
Első szerepét Paddy Chayefsky Az éjszaka közepe (Middle of the Night) című darabjában kapta, amely 1957 novemberében országos túrára indult. Ekkor már az oldalán volt férje, a szintén színész Martin Landau. A turné utolsó állomása Los Angeles volt, ahol a házaspár letelepedett.

## Filmszínészi pályája

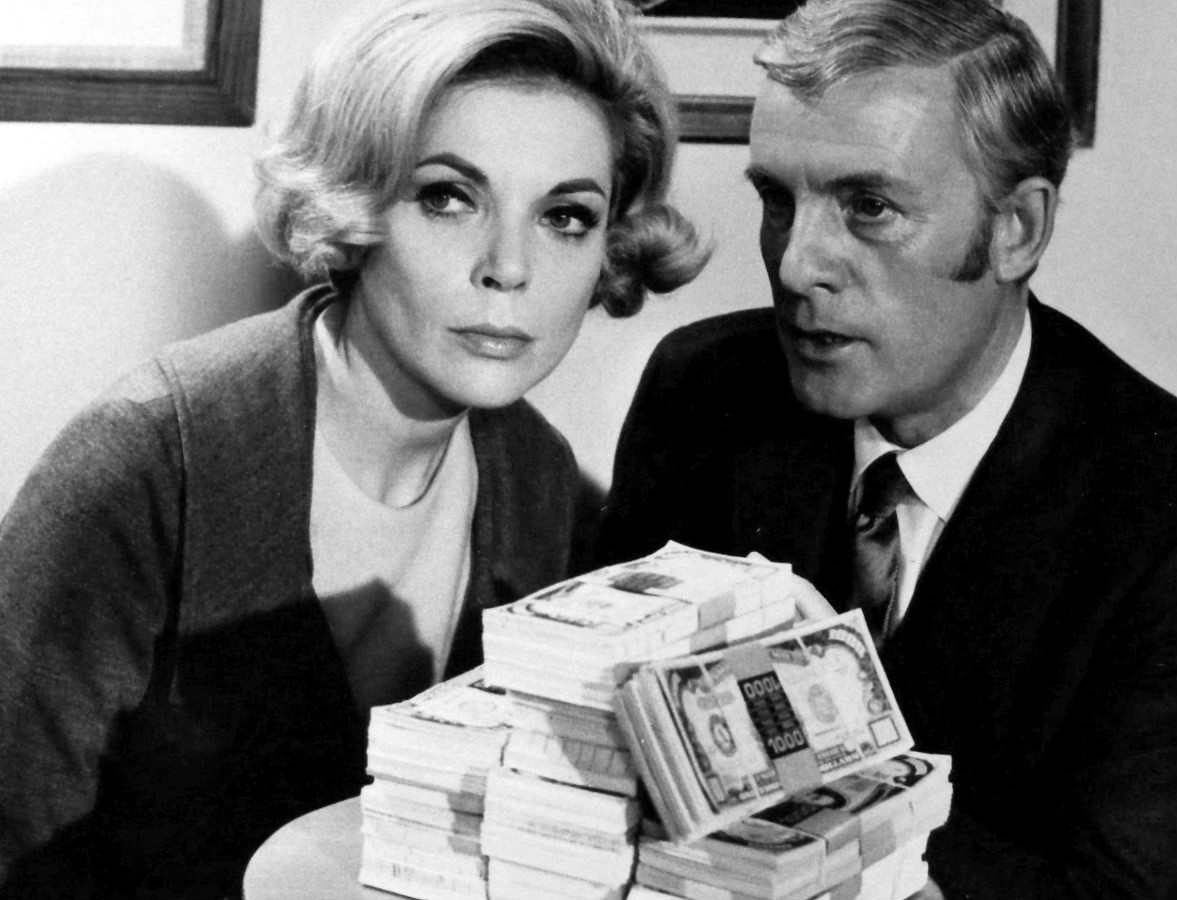
Mint Cinnamon Carter (Mission: Impossible, 1969)

Legkorábbi televíziós megjelenései közé tartozott a CBS Tightrope (Kötéltánc) című b-nügyi sorozata és három ABC sorozat: 
The Law and Mr. Jones (A törvény és Mr. Jones) James Whitmore-ral, az Adventures in Paradise (Kalandok a paradicsomban) Gardner McKayjel, és a Starightaway (Azonnal) Brian Kelly and John Ashley. 1959-ben visszatérő szerepet kapott David Janssen detektívsorozatában (Richard Diamond, Private Detective), majd Madelyn Terryként kapott szerepet 1960-ban a Perry Mason védőügyvéd-sorozat egyik epizódjában (1964-ben pedig Elayna Scott szerepét játszotta egy másik epizódban. 1965-ben a My Mother The Car (Anyám, a kocsi) sorozatban bukkant fel Jerry Van Dyke, a főszereplő oldalán, és szerepelt ugyanezen (egyébként sikertelen) sorozat utolsó részében is 1966-ban.
1966–1969 között a férjével, Martin Landauval együtt játszott a Mission: Impossible sorozatban, mégpedig jelentős szerepben, mint Cinnamon Carter. A szerepért három egymást követő évben is megkapta az Emmy-díjat (1967, 1968, 1969), és 1968-ban Golden Globe jelölést is kapott. Ugyanezt a szerepet eljátszotta a Diagnosis: Murder (Diagnózis: gyilkosság) című sorozat egyik, 1997-ben forgatott epizódjában is szerepelt a The Dick Van Dyke Show egyik epizódjában, és a My So-Called Life (Az úgynevezett életem) egyik részében, mint a főszereplő Angela Chase nagyanyja. Egyebek közt játszott még a Millennium című science fiction tévésorozat (1996-1999) Matrjoska című részében is.
1998-ban a Walker, a texasi kopó sorozat egyik részében (Saving Grace) játszott. 2006-ban kisebb szerepe volt a CSI: A helyszínelők sorozat egy részében ( ("Living Legends")). 2008-ban a lányával, Juliet Landauval játszott együtt: ő volt Verdona Tennyson hangja a Ben 10 és az idegen erők című rajzfilmsorozat egyik epizódjában ("What Are Little Girls Made Of?", "Miből vannak a kislányok,").
2016. április 28-án Bain neve kapta a 2579. csillagot a Hollywoodi hírességek sétányán (6767 Hollywood Boulevard). Az ünnepségen régi barátai, Edward Asner és Dick Van Dyke mondtak beszédet.

## Magánélete
1957-ben ment hozzá Martin Landauhoz, 1993-ban elváltak. Két lányuk született, Juliet Landau színésznő és Susan Bain Landau Finch producer (aki születésekor a Susan Meredith Landau nevet kapta).
Számos jótékony ügy, így az írásoktatás támogatója. Klausztrofóbiája van, ezt a problémáját a Mission Impossible egyik epizódjába (The Exchange) bele is szőtték.

## Filmográfia

### Film
| Év   | Magyar cím               | Eredeti cím                 | Szerep            | Megjegyzések              |
| ---- | ------------------------ | --------------------------- | ----------------- | ------------------------- |
| 1989 | A mázoló mázlija         | Trust Me                    | Mary Casal        | magyar hangja: Tóth Judit |
| 1989 |                          | Skinheads                   | Martha            |                           |
| 1990 | Azok a csodás 70-es évek | The Spirit of ’76           | Hipster           |                           |
| 1997 |                          | Platform Six                | Madame Harwin     | rövidfilm                 |
| 1998 |                          | Animals with the Tollkeeper | anya              |                           |
| 1998 |                          | Gideon                      | Sarah             |                           |
| 1998 |                          | Dry Martini                 | Madame Richaud    | rövidfilm                 |
| 1998 |                          | Airtime                     | ismeretlen szerep | rövidfilm                 |
| 2000 | Pánik                    | Panic                       | Deidre            |                           |
| 2000 |                          | Bel Air                     | Agnes             |                           |
| 2002 | Amerikai pisztoly        | American Gun                | Anne Tillman      |                           |
| 2009 |                          | In the Mix                  | Ms. Crump         | rövidfilm                 |
| 2009 |                          | Forget Me Not               | Dolores nővér     |                           |
| 2010 |                          | Political Disasters         | Elizabeth         |                           |
| 2010 |                          | Nothing Special             | Catherine         |                           |
| 2012 |                          | Match Made                  | Meredith          | rövidfilm                 |
| 2014 |                          | Lost Music                  | Roxanne           | rövidfilm                 |
| 2015 |                          | Pacific Edge                | Coral             | rövidfilm                 |
| 2016 |                          | Grace                       | Grace / Grandma   | rövidfilm                 |
| 2016 |                          | Silver Skies                | Eve               |                           |
| 2018 |                          | Reconnected                 | Gloria            | rövidfilm                 |
| 2018 |                          | The Matchmaker              | Sarah             | rövidfilm                 |
| 2018 |                          | Take My Hand                | Marie             | rövidfilm                 |
| 2020 | Felkeverve               | On the Rocks                | Gran Keane        |                           |

### Televízió
- Adventures in Paradise (1960–1961)
- Perry Mason (1960–1964)
- A balfácán (1965)
- My Mother the Car (1965–1966)
- Mission: Impossible (1966–1969)
- Alfa holdbázis (1975–1977)
- Utazás a fekete napon át (1976)
- Az idegenek támadása (1976)
- A simlis és a szende (1985)
- Gyilkos sorok (1988–1991)
- A látogató (1997)
- Halálbiztos diagnózis (1997)
- Walker, a texasi kopó (1998)
- CSI: A helyszínelők (2006)
- Csapdában (2006)
- Ben 10 és az idegen erők (2008)
- Kísértő félelem (2008)
- Vészhelyzet: Los Angeles (2016)

## Fordítás
- Ez a szócikk részben vagy egészben  a   Barbara Bain című angol Wikipédia-szócikk ezen változatának fordításán alapul.  Az eredeti cikk szerkesztőit annak laptörténete sorolja fel. Ez a jelzés csupán a megfogalmazás eredetét és a szerzői jogokat jelzi, nem szolgál a cikkben szereplő információk forrásmegjelöléseként.